# Duvaucelia striata
Duvaucelia striata is een slakkensoort uit de familie van de tritonia's (Tritoniidae). De wetenschappelijke naam van de soort werd in 1963, als Tritonia striata, voor het eerst geldig gepubliceerd door Haefelfinger. Deze soort wordt gevonden in het westelijke Middellandse Zeegebied van Italië tot Frankrijk en Spanje.